# Czerwiec 2008

## 1 czerwca2008
- Zmarł Yves Saint Laurent – francuski projektant mody. (TVN24.pl)
- W wyborach parlamentarnych w Macedonii zwyciężyła rządząca Wewnętrzna Macedońska Organizacja Rewolucyjna - Demokratyczna Partia Macedońskiej Jedności. (rp.pl)

## 3 czerwca2008
- Zmarł tragicznie Piotr Skórzyński – polski dziennikarz i publicysta, działacz opozycji w PRL (rp.pl)

## 4 czerwca2008
- Zmarła Agata Mróz-Olszewska – polska siatkarka, reprezentantka Polski. (Gazeta.pl)
- Wyciek w systemie chłodzenia w Elektrowni Jądrowej Krško. (Gazeta.pl)

## 7 czerwca2008
- Odbyło się 12. Spotkanie Młodych Lednica 2000 nad jeziorem Lednickim. Przesłaniem tego spotkania było Nazwałem Was Przyjaciółmi. Zebrało się ok. 70 tys. młodych ludzi. (Gazeta.pl)

## 8 czerwca2008
- Robert Kubica zajął 1. miejsce w Grand Prix Kanady Formuły 1. (TVN24.pl)

## 12 czerwca2008
- W Irlandii odbyło się referendum w sprawie ratyfikacji traktatu lizbońskiego. (rp.pl)
- Pierwszą Kartę Polaka na Litwie otrzymał uroczyście (z rąk ambasadora Janusza Skolimowskiego) ks. Józef Obrębski, najstarszy Polak żyjący na Litwie (mający 102 lata) (Dziennik Polski).

## 17 czerwca2008
- Zmarł Henryk Mandelbaum, jeden z bezpośrednich świadków buntu Sonderkommando w KL Auschwitz, uciekinier z „marszu śmierci”. (www.auschwitz-muzeum.oswiecim.pl)

## 22 czerwca2008
- Stanisław Zając wygrał wybory uzupełniające do Senatu w okręgu krośnieńskim. (rp.pl)

## 23 czerwca2008
- Zmarł Marian Glinka – polski aktor. (Dziennik.pl)

## 24 czerwca2008
- Zmarł Józef Szajna – malarz, scenograf, reżyser, profesor Akademii Sztuk Pięknych w Warszawie, w czasie wojny więzień hitlerowskich obozów w Oświęcimiu i Buchenwaldzie. (Gazeta.pl)

## 25 czerwca2008
- Sędzia Bohdan Zdziennicki został powołany przez prezydenta Lecha Kaczyńskiego na prezesa Trybunału Konstytucyjnego. (Gazeta.pl)

## 27 czerwca2008
- Korea Północna zniszczyła wieżę chłodniczą w Jongbjon, potrzebną do produkcji plutonu. (CNN.com)
- Boris Tadić desygnował Mirko Cvetkovicia na premiera Republiki Serbii. (NYTimes.com)
- Wybory prezydenckie w Zimbabwe wygrał Robert Mugabe – jedyny kandydat po wycofaniu się Morgana Tsvangirai. (Gazeta.pl)

## 29 czerwca2008
- Reprezentacja Hiszpanii w piłce nożnej mężczyzn została Mistrzem Europy. W finale pokonała Niemcy 1:0 po bramce Fernanda Torresa w 33. minucie meczu. (TVN24.pl)
- Zmarła Anka Kowalska, poetka, prozaiczka i dziennikarka, działaczka opozycji demokratycznej w PRL, członkini KOR. (Onet.pl)
- Rozpoczął się Rok Jubileuszowy św. Pawła ogłoszony przez papieża Benedykta XVI. Potrwa do 29 czerwca 2009 r. (Vatican.va)